# Тибурон (остров)
Тибуро́н (исп. Tiburón) — остров в Калифорнийском заливе, территория Мексики. Площадь 1201 км². Входит в состав штата Сонора, муниципалитет Эрмосильо.

## Этимология
Tiburón в переводе с испанского языка означает «акула».

## География
Остров является самым большим островом Мексики и Калифорнийского залива. С востока отделён от материка узким проливом (Canal del Infiernillo), в северо-западном направлении от Тибурона находится другой крупный остров залива Анхель-де-ла-Гуарда.

## История
С давних времён остров был заселён индейским племенем сери. В 1963 году объявлен природным заповедником. Указом от 1975 года президента Мексики Луиса Эчиверрии Альвареса остров Тибурон признан собственностью племени сери.

## Население
В настоящее время остров необитаем (кроме военных объектов на восточной стороне).